# Dicranomyia stigmatica
Dicranomyia stigmatica là một loài ruồi trong họ Limoniidae. Chúng phân bố ở miền Cổ bắc.